# زيد أبو زيد

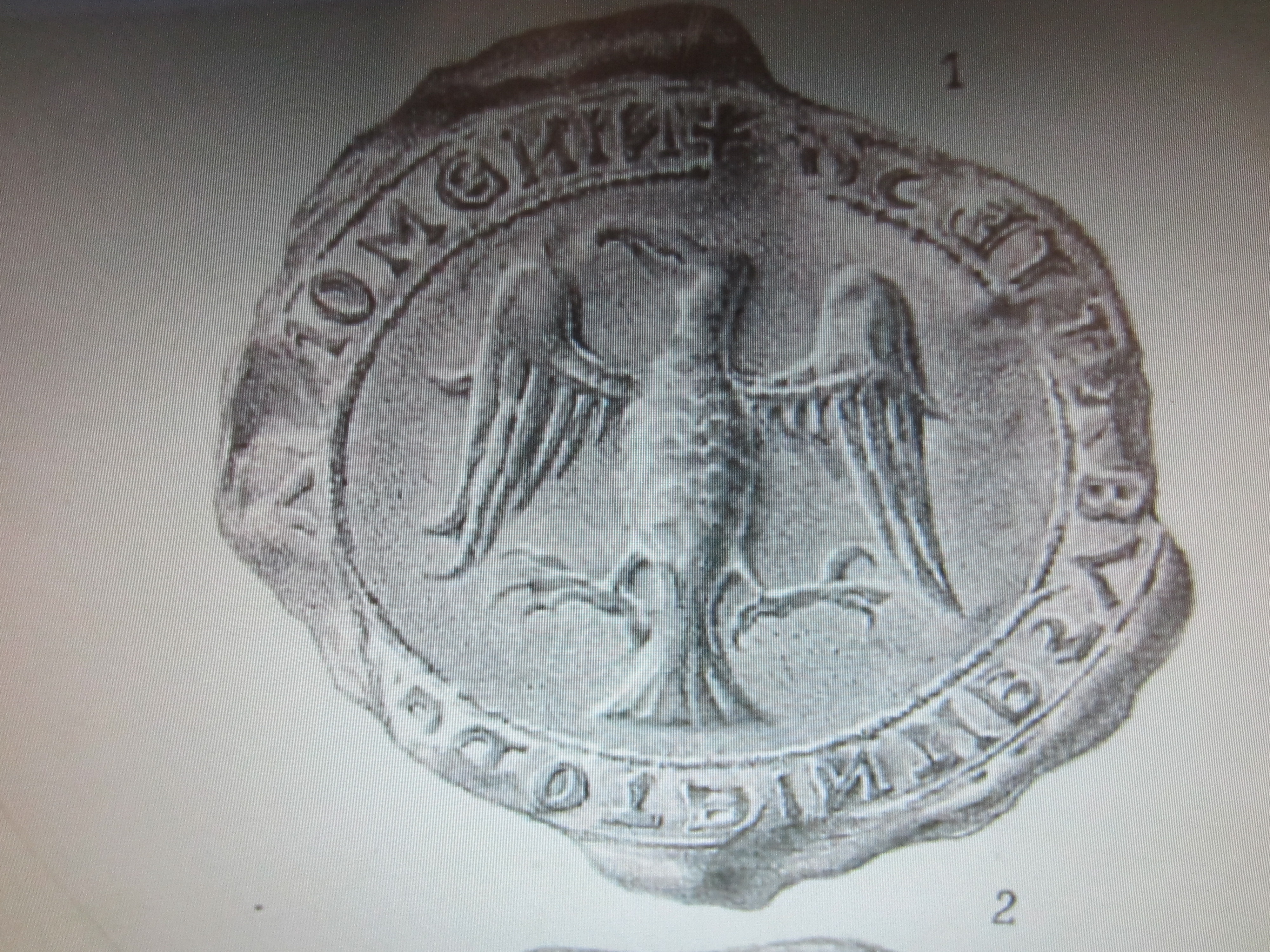
عملة أبو زيد

زيد أبو زيد (ق. 1195 – 1265/1270) كان آخر حاكم موحدي لبلنسية.
خلف عمه أبو عبد الله محمد حاكمًا على بلنسية. وعند وفاة الخليفة الموحدي يعقوب المنصور، نال استقلالًا تامًا بفضل الصراع الأسري الذي أعقب ذلك. ومع ذلك، نظرًا لموقعه المحاط بالأعداء، قرر في عام 1225 إعلان نفسه تابعًا لملك أراغون جيمس الأول. وفي عام 1227، اعترف بإدريس المأمون، الحاكم السابق لقرطبة وإشبيلية، خليفةً شرعيًا للموحدين. وبعد عامين، وبعد أن طرده زيان بن مردانيش من طائفة بلنسية، هرب إلى أراغون ، حيث حصل من جيمس على الحق في غزو أراضي بلنسية الإسلامية.
وظل أبو زيد حليفًا مخلصًا لجيمس الأول، وفي عام 1236 اعتنق المسيحية، واتخذ اسم فيسنت بيلفيس، وهي حقيقة أبقاها سرية حتى غزو القوات المسيحية لبلنسية [الإنجليزية]. عُمد ككاثوليكي وتزوج من إيزابيلا رولدان، ابنة مارتن رولدان من ماريا لوبيز دي لونا وأصبح السلف للعائلة التي تحمل لقب بيلفيس. كان لديه ابن اسمه فرناندو من زوجته إيزابيلا رولدان. تحت حماية الملك المسيحي، كان يتمتع بالسيادة على العديد من المناطق في سييرا دي إسبادان [الإنجليزية]، والتي ورثها ابنه فرناندو بعد وفاته.

## طالع أيضًا
- طائفه بلنسية